# Star-Trek-Parodien und -Persiflagen
Star-Trek-Parodien und -Persiflagen sind filmische, musikalische und literarische Werke, die Elemente aus den offiziellen Star-Trek-Fernsehserien und -Kinofilmen aufs Korn nehmen beziehungsweise verspotten. Dazu gehören Kinofilme wie Galaxy Quest, Fernsehserien wie Futurama und Comicreihen wie Star Wreck. Die Werke sind überwiegend US-amerikanischer Herkunft und erschienen teilweise auch ins Deutsche übertragen.
Dieser Artikel behandelt kommerziell vertriebene Werke; auf nichtkommerzielle Parodien und Persiflagen geht der Artikel Star-Trek-Fan-Fiction ein.

## Prosa
- Redshirts ist ein Roman von John Scalzi, erschienen 2012 auf Englisch bei Tor Books, auf Deutsch im Heyne Verlag, ausgezeichnet mit einem Locus Award
- Star Wreck ist eine US-amerikanische Romanreihe mit Parodien auf TOS und TNG, erstmals erschienen von 1990 bis 1994 und bestehend aus folgenden Bänden:
  - Star Wreck: The Generation Gap
  - Star Wreck II: The Attack of the Jargonites
  - Star Wreck III: Time Warped: A Parody-Then, Now and Forever
  - Star Wreck IV: Live Long and Profit: A Collection of Cosmic Capers
  - Star Wreck V: The Undiscovered Nursing Home
  - Star Wreck VI: Geek Space Nine
  - Star Wreck VII: Space the Fido Frontier
- Die Nacht der lebenden Trekkies (Heyne Verlag 2011) ist eine Parodie auf Star Trek in Buchform, ursprünglich auf Englisch unter dem Titel Night of the Living Trekkies erschienen.
- Willful Child ist eine Parodie auf Star Trek in Romanform, verfasst von Steven Erikson, erstmals 2012 erschienen.
  - Willful Child, erschienen 2012 im Verlag Bantam Books[1]
  - Willful Child: Wrath of Betty, 2016
  - Willful Child: The Search for Spark, 2018

## Comics

### Comic-Ausgaben (Auswahl)
| Verlag                  | Reihe                   | Titel                                              | Jahr    | Bemerkung |
| ----------------------- | ----------------------- | -------------------------------------------------- | ------- | --- |
| Antarctic Press         | Extremely Silly Comics  |                                                    | 1986    | |
| Dimension Graphics      | ElfTrek                 |                                                    | 1986    | Crossover mit ElfQuest                                                                                                  |
| Imagi-Mation Graphics   | Imagi-Mation Magazine   | Dr. Whom Meets Star Wreck                          | 1990    | Crossover mit Dr. Who                                                                                                   |
| Antarctic Press         | Star Trekker            |                                                    | 1991/92 | mind. 3 Ausgaben, erste Ausgabe ist Sammlung von Geschichten, die ursprünglich in japanischen Fanzines erschienen waren |
| Spoof Comics            | Soul Trek               |                                                    | 1992    | |
| Parody Press            | Trek Teens              |                                                    | 1993    | |
| Parody Press            | Star Blecch             |                                                    | 1993–95 | mind. 3 Ausgaben: The Degeneration, Deep Space Diner, Generation Gap                                                    |
| Wawiernia-Hill          | Starch Trek             | The Next Germination                               | 1993    | Crossover mit Mr. Potato Head                                                                                           |
| BLT Studios             | Capital Capers Presents | Socialism Trek – The Search for Health Care        | 1994    | |
| Sevloid Art             | The Sev Trek Collective |                                                    | 1998    | Zusammenstellung von Sev-Trek-Cartoons                                                                                  |
| Shanda Fantasy Arts     | Star Quack              | To Boldly Waddle Where no Duck has Waddled before! | 2003    | |
| Experimenter Publishing | Amazing Stories         | A Doctor for the Enterprise                        | 2014    | Crossover mit Dr. Who                                                                                                   |

### Pornografische Comics
| Verlag            | Titel                               | Jahr | Bemerkung  |
| ----------------- | ----------------------------------- | ---- | ---------- |
| Friendly Comics   | Sex Trek                            | 1992 | 3 Ausgaben |
| Friendly Comics   | Sex Trek: To Boldly Go              | 1992 | 3 Ausgaben |
| Friendly Comics   | Sex Trek: The Next Infiltration     | 1992 | 3 Ausgaben |
| Brainstorm Comics | Sperm Trek                          | 1993 |            |
| Brainstorm Comics | Sperm Quest: The Next Fertilization | 1993 |            |

## Spielfilme

### Kinofilme
Parodie als Grundthema bzw. Hintergrund der Gesamthandlung:
- Galaxy Quest – Planlos durchs Weltall: Großer kommerzieller Hollywood-Film von 1999 mit Staraufgebot. Mit sehr eindeutigem Bezug auf Star Trek, der ohne die oft zu findende „sketchartige“ Aneinanderreihung einzelner Gags daherkommt. Auch in Budget und Tricktechnik eine der herausragendsten Parodien. Galaxy Quest ist jedoch nicht nur eine Parodie auf die Inhalte von „Star Trek: TOS“, sondern auch auf die Schauspieler, die mit ihren Rollen jahrzehntelang durch die Provinz tingeln, und auf die Fangemeinde mit ihren Conventions.
- (T)Raumschiff Surprise – Periode 1
- Ömer the Tourist in Star Trek[2]
- Sinnlos im Weltraum: Eine nicht-kommerzielle Parodie, bei der einzelne Episoden oder Ausschnitte der Serie Star Trek: Das Nächste Jahrhundert neu synchronisiert wurden. Als eine der ersten bekannten deutschen Fansynchros wurden zwei Episoden von SiW am 22. August 2002 im Rahmen der Veranstaltung Siegen ist filmreif zwei im Siegener Open-Air-Kino – mit Genehmigung von Paramount Pictures – auf Großleinwand ausgestrahlt.

Parodien als Sketche oder in anderer kurzer Form (z. B. Kurzauftritte, Zitate):
- Mel Brooks’ Spaceballs: Das Kommandoschiff der Spaceballs beherrscht verschiedene Geschwindigkeiten, die statt „Warp“ nun oberhalb der Lichtgeschwindigkeit „ridiculous speed“ (lächerliche Geschwindigkeit) oder „ludicrous speed“ (wahnsinnige Geschwindigkeit) genannt werden. Ebenso kommt der Nackengriff von Spock vor. In Bezug auf das Beamen wird hier die Figur des Scotty als Schrotty (im Original Snotty) bezeichnet und Präsident Skroob bezieht sich mit der Aussage „it works on Star Trek“ direkt auf die Fernsehserie. In der deutschen Version hört man: „im Raumschiff Entenscheiß funktioniert es ja auch“.
- Die unglaubliche Reise in einem verrückten Raumschiff (siehe auch dort unter „Trivia“): Mit Auftritt von William Shatner und einem Vorbeiflug der „echten“ Enterprise (aus dem Vorspann der Originalserie).
- Loaded Weapon 1: James Doohan hat einen Auftritt als Mr. Scott, der beauftragt wird, die Kaffeemaschine in einer Polizeistation zu reparieren.

### Pornofilme
- Space Nuts ist eine Science-Fiction-Porno-Komödie, die diverse Hollywood-Produktionen parodiert. (Der Name ist ein englisches Wortspiel, denn „nuts“ kann sowohl „Durchgedreht(e)“ als auch „Hoden“ bedeuten.)
- This Ain’t Star Trek XXX: Hustler Video veröffentlichte 2009 diese Porno-Parodie des Regisseurs Axel Braun auf Star Trek. Die Figuren im Film tragen die gleichen Namen wie die Figuren bei Star Trek und tragen ähnliche Kostüme wie in den Originalfilmen.
- This Ain't Star Trek 2 XXX: The Butterfly Effect (2010) und This Ain't Star Trek 3 XXX: This Is a Parody (2013) sind Fortsetzungen von This Ain’t Star Trek XXX
- Star Trek The Next Generation: A XXX Parody: Digital Sin veröffentlichte 2011 eine Porno-Parodie des Regisseurs Sam Hain auf Raumschiff Enterprise – Das nächste Jahrhundert. Der Film gewann den AVN Award 2012 in der Kategorie Best Supporting Actor.
- This Isn't Star Trek: K-Beech Video veröffentlichte 2010 eine Porno-Parodie des Regisseurs Cash Markman auf Star Trek.
- Unter Sex Trek wurden fünf Filme von Moonlight Entertainment und Platinum Blue Productions zwischen 1990 und 2005 veröffentlicht.

## Fernsehserien und -episoden
- Die Simpsons
- Futurama
- The Big Bang Theory
- The Orville
- Black Mirror: Episode USS Callister
- Legends of Tomorrow: Episode Gefangen im Fernsehen

## Sketche im Fernsehen
- In Saturday Night Live wurden mehrere Sketche über Star Trek gesendet.
- Unser (T)Raumschiff: Sketchreihe mit Michael Herbig innerhalb der Fernsehserie Bullyparade mit einer klischeehaft homosexuellen Enterprise-Besatzung. Basierend auf diesen Sketchen entstand der Film (T)Raumschiff Surprise – Periode 1.
- USS Bumblebee Bush: In der Kindersendung Chili TV gezeigte Weltraumabenteuer mit Bernd, dem Brot
- PuR: Die Petty PuR Show besaß eine Star-Trek-Parodie in ihrem Programm, Star Dreck – Die Weltraum-Müllabfuhr. Die Figuren wurden mit Playmobil-Figuren dargestellt, die Masken trugen. Der Captain Müller trug das Gesicht Peter Lustigs.
- Schweine im Weltall (OT: Pigs in Space) ist eine Sketchreihe, die mehr oder weniger regelmäßig in den Muppet Shows vorkam.
- Tripping the Rift ist eine computeranimierte Sci-Fi-Parodie sowohl auf Star Trek (repräsentiert als die Konföderation) als auch auf Star Wars (repräsentiert als Dark Clown Posse), die sich gegenseitig immer zu übertrumpfen versuchen.
- Raumschiff Unterpreis: Wiederkehrende Sketchreihe in Otto – Die Serie über ein Raumschiff, das auf der Suche nach den billigsten Preisen ist; mit Mr. Spuck, der bei der Aussprache überdimensional viel Speichel verliert.

## Sketche im Radio
- Die Sketchserie FFNterprise auf Radio ffn, von der etliche Folgen auch im Frühstyxradio zu hören waren. Hier kommen auch O-Tonzitate von Captain Kirk und Spock aus der deutschen Synchronisation zum Einsatz.[3][4]

## Musikalische Werke / Musik-Videos
- Die Gruppe „The Firm“ hatte 1987 in England einen Nummer-eins-Hit mit „Star Trekkin'“.
- Edelweiss: Raumschiff Edelweiss (1992) – TOS-Parodie insbesondere auch durch das zugehörige Video[5], in dem sogar Klingonen vorkommen. Erfolgreich in Österreich (Platz 1) und Deutschland (Platz 7).
- „Der Star Track“, ein Song von „J.B.O.“ aus dem Jahr 1997.[6]